# 王琴堂 (光緒貢士)
王琴堂（1859年—1932年），字韵泉，号啸山，邯郸城里人，为清代末科貢士。王琴堂一生行状颇具典型性，他接受私塾教育，后科举入仕，被清廷派去留洋考察，出任过民国官员，后由官入商，积极从事邯郸地方公共事业。

## 生平
王琴堂自幼受到良好的家庭教育，经受艰苦生活锻炼，酷爱学习，19岁中秀才，27岁选为拔贡，31岁中举人，46岁中光绪甲辰进士。后就学日本早稻田大学，通日、英两种外语，光绪三十二年（1906年），被委派为“徐州师范学堂”监督。宣统二年（1910年）为“苏州法政学堂”提调，次年委署华亭县（今上海松江县）知事。民国成立后，被选为临时省会议员，并做了任安肃县（今徐水县）知事。之后谢绝仕进，担任邯郸县商会会长。在乡期间曾两次总纂《邯郸县志》；参与疏浚河道和兴修公路，修复武灵丛台、黄粱梦吕仙祠古迹等；兴办邯郸怡丰面粉股份有限公司、怡元亨煤油公司、祯元增烟厂等工商企业。1927年，盘踞县城的各派会堂发生火灾，居民遇难，王组建“红十字会”，处理善后事宜。1928年在丛台下北侧重建“孤儿学校”。所画的梅花被人誉为“邯郸三绝”之一。其遗墨几乎被人摹拓缺损。1932年3月16日，王琴堂谢世，享年74岁，他的后代分别到北京、天津、河南，台湾谋生。

## 故居
王琴堂故居位于邯郸市丛台区东门里北街。始建于清末，占地面积约600平方米。分三个院，现存房屋50余间，房屋破旧，已成为杂居的民居。1995年10月，被邯郸市人民政府公布为第一批市级文物保护单位。

## 轶事
- 1915年首届巴拿马太平洋万国博览会上，王琴堂申报的直隶高粱酒摘得了一等大奖桂冠[參⁠ 3]。
- 1928年张学良将军率部南下，途径邯郸，邯郸商会会长王琴堂以贞元增烧坊所产佳酿款待张学良，张学良饮酒后赋诗《军次，游赵古城邯郸宫》[參⁠ 4]。